# Хакасский календарь
Хакасский календарь — хакасская система счисления больших промежутков времени, основанная на периодичности движения Солнца и Луны, вид лунно-солнечного календаря. Новый год (хак. Чыл Пазы) приходится на день весеннего равноденствия.
Двенадцатилетний животный цикл (хак. Мючел):
1. Кюске чылы — год мыши,
2. Инек чылы — год коровы,
3. Тюльгю чылы — год лисы,
4. Хозан чылы — год зайца,
5. Килески чылы — год ящерицы,
6. Чылан чылы — год змеи,
7. Чылгы чылы — год лошади,
8. Хой чылы — год овцы,
9. Кизи (маймун) чылы — год человека (обезьяны),
10. Танах (турна) чылы — год курицы (журавля),
11. Адай чылы — год собаки,
12. Сосха чылы — год свиньи.

## Месяцы
- Январь — Кюрген — месяц схождения Плеяд с Луной (девятый день новолуния),
  - Узюрген — месяц икрометания налима (бельт.),
  - Чил айы — месяц ветров (саг),
- Февраль — Пёзиг — месяц восхождения солнца,
  - Азыг айы — месяц медведя,
  - Хузургул айы — месяц белохвостого орла (кыз.),
- Март — Хаанг — месяц гомона возвращающихся перелётных птиц,
  - Арган кёк — месяц ложной кукушки,
  - Улуг кёрик айы — месяц гона большого бурундука,
  - Харга айы — месяц вороны (которая радуется возвращению перелётных птиц),
- Апрель — Хосхар — месяц спаривания баранов
  - Абыл айы — начало пахотных работ (саг.),
  - Кичиг кёрик — месяц гона малого бурундука (бирюсю),
  - Кёёк айы — месяц кукушки (кыз.),
  - Сын кёк — месяц настоящей зелени (бельт.),
  - Хыра айы — месяц начала пахотных работ (саг.),
- Май — Силкер — месяц пробуждения природы,
  - Кічiг iзіг — месяц малой жары (кыз.),
  - Пис айы — месяц кандыка (бельт.),
  - Хандых айы — месяц кандыка (бирюс.),
- Июнь — Тос айы — месяц берёсты,
  - Улуг ай — месяц больших дней (саг.),
  - Улуг iзіг — месяц большой жары (саг.),
- Июль — От айы — месяц сенокоса,
- Август — Оргах айы — месяц жатвы,
  - Ас айы — месяц зерна,
- Сентябрь — Ульгер — месяц восхождения Ориона,
  - Уртюн айы — месяц обмолота хлеба,
  - Сарыг пюр — месяц жёлтого листа (кач.),
  - Чарыс айы — месяц разделения (лета от зимы),
- Октябрь — Кичкер — месяц сокращающихся дней,
  - Кичиг соох — месяц малых морозов (кач.,кыз.),
- Ноябрь — Хырлас — месяц холодов,
  - Улуг соох — месяц больших морозов (кач.,кыз.),
  - Хуртуях айы — месяц старухи (бельт.),
  - Кичиг хырлас — месяц слабого морозного хрипа (бирюс.),
- Декабрь — Алай — месяц воплей (от мороза),
  - Кічiг ай — месяц малых дней,
  - Улуг хырлас айы — месяц сильного морозного хрипа (бирюс.).